# Équipe de Biélorussie masculine de volley-ball
Cet article traite de l'équipe masculine. Pour l'équipe féminine, voir Équipe de Biélorussie féminine de volley-ball.
L'équipe de Biélorussie de volley-ball est composée des meilleurs joueurs biélorusse sélectionnés par la Fédération biélorusse de Volley-Ball (Bielorusskaia Federatsija Volejbola, БФВ). Elle est actuellement classée au 65e rang de la Fédération Internationale de Volleyball au 15 janvier 2010.

## Selection actuelle
Sélection pour les Qualifications aux championnats d'Europe de 2011.

Entraîneur : Aliaksandr Sinhayevski  ; entraîneur-adjoint : Viktar Fando 

## Palmarès et parcours

### Palmarès
Néant

### Parcours

#### Ligue européenne
| - 2004 : non participant - 2005 : non participant - 2006 : non participant - 2007 : non participant - 2008 : 5e - 2009 : 7e - 2010 : |